# Teletz
Teletz (en bulgare : Телец), appelé Telentzas ou Telesis par les Byzantins; (vers 731 – vers 765) est khan des Bulgares de 762 à sa mort, vers 765.

## Contexte historique

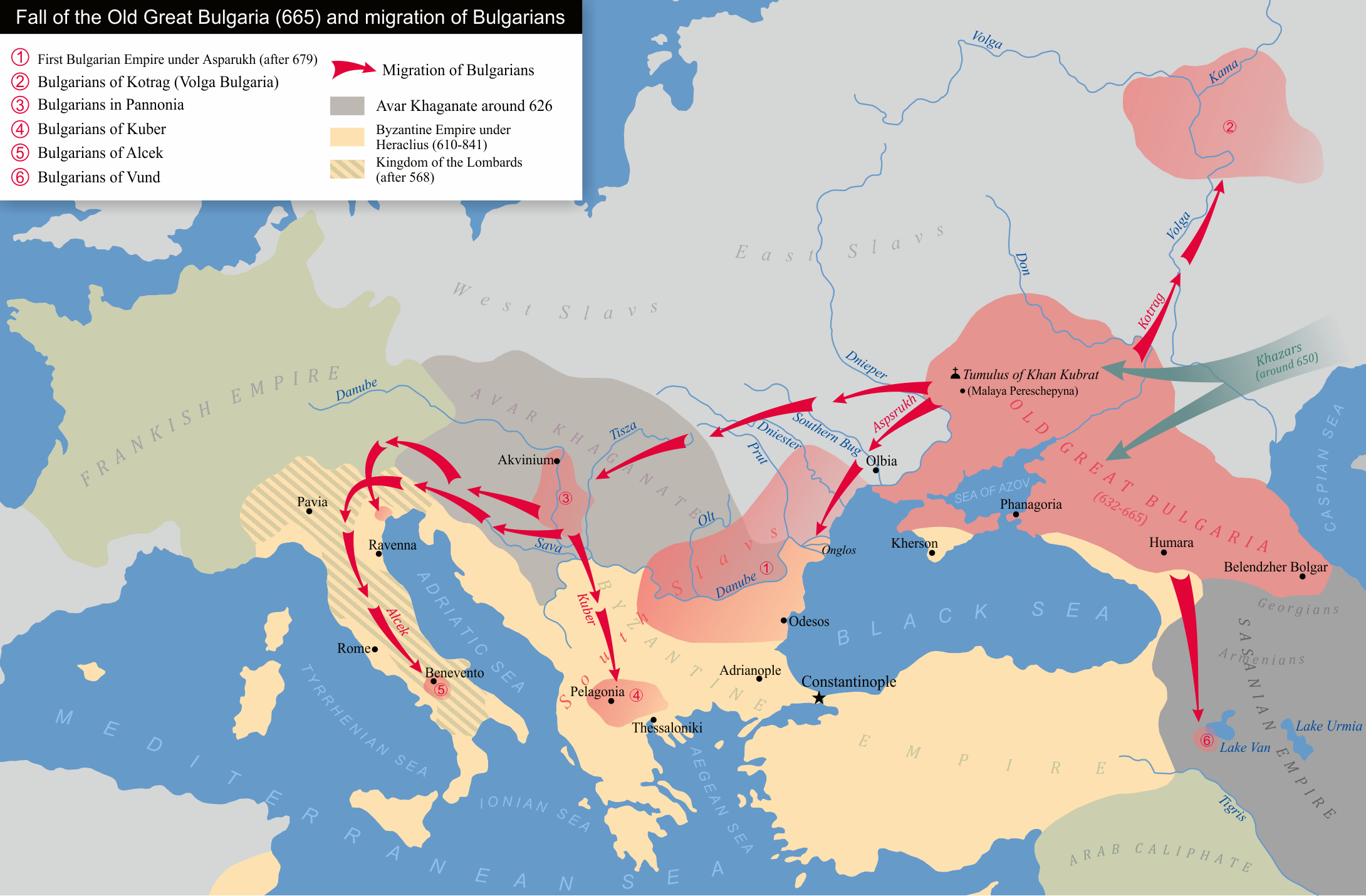
La fin de l’ancienne « Grande Bulgarie » et la migration des Bulgares.

À la fin du XIIe siècle, le nouvel État bulgare fondé en 681 par Asparoukh cherchait à définir et à stabiliser ses frontières. Les tensions initiales avec Constantinople avaient été réglées par un traité signé en 716 qui concédait le nord de la Thrace à la Bulgarie. En retour, la Bulgarie avait assisté l’Empire byzantin dans sa guerre avec les Arabes en Asie mineure. Vers le milieu du même siècle une partie de la vallée de la Morava qui incluait ce qui est aujourd’hui le sud de la Roumanie et une partie de l’Ukraine avaient été ajoutées à son territoire. La mer Noire demeurait toutefois un « lac byzantin », les Bulgares n’ayant guère les moyens de développer une puissance navale pouvant s’y opposer.
Avec la mort du khan Sevar (d’après Moskov r. 738 – 753; selon d’autres  r. 738–754), s’éteignit la dynastie du clan Dulo qui avait gouverné les Bulgares depuis Attila le Hun. Le khanat fut alors la proie d’une longue crise politique qui mena le pays au bord de la destruction. En l’espace de quinze ans, sept khans se succédèrent qui périrent tous assassinés,. Les sources byzantines de l’époque décrivent deux clans se disputant le pouvoir, l’un favorable à la paix avec l’Empire byzantin, l’autre privilégiant la guerre. Selon Zlatarski, ce serait l’ancienne aristocratie militaire bulgare qui aurait favorisé la guerre, alors que les populations bulgares et slaves auraient plutôt favorisé la paix.
Après avoir combattu les Arabes durant la première partie de son règne, l’empereur Constantin V (r. 745 – 775) se tourna vers la Bulgarie et, en 756 décida de fortifier la frontière avec la Bulgarie. Dans ce but, il installa dans la région des hérétiques provenant d'Arménie et de Syrie en Thrace et fit construire une série de forteresses le long de la frontière entre les deux pays, ce qui fut considéré à Pliska comme un geste hostile. Constantin ayant refusé de payer compensation, les Bulgares envahirent le territoire byzantin. Ce devait être le début des neuf campagnes que Constantin mènera contre les Bulgares. La même année, Constantin réussit à défaire le khan Vinekh (r. 754 ou 756 – 762) lors de la bataille de Marcellae, mais son armée devait être taillée en pièce trois ans plus tard lors de la bataille du col de Rishki dans la chaine du Grand Balkan. Le khan décida alors de ne pas poursuivre son avantage et de négocier la paix avec l’Empire byzantin ce qui lui attira l’opposition des nobles bulgares. Selon Théophane le Confesseur, en 761 ou 762, les Bulgares « se soulevèrent, massacrèrent leurs chefs héréditaires et choisirent comme leur nouveau chef un homme retors du nom de Teletz, qui avait alors 30 ans ». Les historiens interprètent généralement ce passage comme la preuve du massacre de la dynastie des Dulo et l’avènement du clan Ugain,.

## Biographie
Si le témoignage de Théophane le Confesseur est exact, Teletz dut naitre vers 732 dans le clan d'Ugaïn. À la suite de son accession au trône en 762, un grand nombre de Slaves de la région frontalière quittèrent la Bulgarie pour se réfugier à Byzance, sans que l’on puisse être certain si ce fut en lien avec cette guerre civile ou une autre catastrophe naturelle comme une famine; ils furent bien accueillis par les Byzantins qui les relocalisèrent en Bithynie où avaient déjà été installés énormément de Slaves,. En réaction à la politique conciliante de Vinekh, Teletz leva une armée imposante et bien armée avec laquelle il ravagea le territoire frontalier de l’Empire byzantin, provoquant ainsi délibérément Constantin V. Celui-ci répliqua en 763 en se dirigeant lui-même vers le nord à travers la Thrace pendant qu’une autre armée forte de 9 600 cavaliers en plus de l’infanterie était transportée par 800 navires vers les bouches du Danube pour prendre l’ennemi dans un mouvement de revers. Les deux armées firent leur jonction à Anchialos sur la mer Noire,.
Teletz commença par bloquer les cols de montagne avec ses troupes et quelque vingt mille auxiliaires slaves. Toutefois, se ravisant, il fit descendre ses troupes le 30 juin 763 dans la plaine d’Anchialos (aujourd’hui Pomorie en Bulgarie). Cette seconde bataille d'Anchialos dura toute la journée. En fin de journée, les auxiliaires slaves abandonnèrent le khan pour se rallier à l’empereur byzantin.
Satisfait de cette victoire, qui fut probablement la plus importante de son règne, l’empereur décida de retourner à Constantinople, amenant avec lui un grand nombre de prisonniers bulgares pour y faire un triomphe au terme duquel les prisonniers furent massacrés suivant l’antique coutume romaine. Cette défaite scella le sort de Teletz qui fut massacré quelques mois plus tard.

## Suites
Le renversement et le meurtre de Teletz inaugura une nouvelle période de convulsions au sein de l’Empire bulgare. Son successeur immédiat fut le khan Savin qui appartenait à cette partie de la noblesse bulgare cherchant une politique d’apaisement avec l’Empire byzantin. Le nouveau khan se hâta de dépêcher des émissaires à Constantinople pour négocier les termes d’une entente. Mais cette démarche fut rapidement découverte et une assemblée de la noblesse bulgare accusa le nouveau khan de trahison, à la suite de quoi Savin dut fuir vers Mesembria (Nessebar) en 766 d’où il partit se réfugier à Constantinople. Lui succéda un membre du parti favorable à la guerre, Toktu, lequel ne régna que deux ans avant d’être à son tour chassé du trône. Les partisans de l’accommodement  mirent alors sur le trône l’un des leurs, Pagan qui entreprit en 768 des négociations avec Constantin à Constantinople où se trouvait son prédécesseur, Savin. La paix fut rétablie, mais Pagan demeura khan des Bulgares et Savin finit ses jours en exil à Constantinople.

### Source primaire
- Théophane le Confesseur. Chronographia. Leipzig, éd. de Boor, 2 vol., 1883-1885 (avec la transcription d’Anastase le bibliothécaire).
- Théophane le Confesseur. Chronographie : Extraits sur les Bulgares. Œuvre numérisée par Marc Szwajcer. [en ligne] http://remacle.org/bloodwolf/historiens/theophane/chronographie.htm.

### Sources secondaires
- (bg)   Andreev, Jordan & Ivan Lazarov, Plamen Pavlov. Koj koj e v srednovekovna Bălgarija, Sofia 1999.
- (en) Crampton, R.J. A Concise History of Bulgaria. Cambridge, Cambridge University Press, 2005 [1997],  (ISBN 978-0-521-85085-8).
- (en) Curta, Florin . Southeastern Europe in the Middle Ages, 500-1250. Cambridge, Cambridge University Press, 2006..  (ISBN 978-0-521-81539-0).
- (en) Fine, John V. A. The Early Medieval Balkans, A Critical Survey from the Sixth to the Late Twelfth Century. Ann Harbour, University of Michigan Press, 1983. (ISBN 978-0-472-08149-3).
- (en) Lang, David Marshall. The Bulgarians: from pagan times to the Ottoman conquest, (Ancient peoples and places ; v. 84), Westview Press (Université du Michigan), 1976,  (ISBN 978-0891585305).
- (bg)   Moskov, Mosko.  Imennik na bălgarskite hanove (novo tălkuvane), Sofia 1988.
- (fr) Ostrogorsky, Georges. Histoire de l’État byzantin. Paris, Payot, 1983 [1956]. (ISBN 978-2228890410).
- (en) Runciman, Steven. A History of the First Bulgarian Empire. Première edition: G. Bell & sons, 1930; reproduit:  Ams Pr Inc, 1980.  (ISBN 978-0404189167).
- (en) Sophoulis, Panos. Byzantium and Bulgaria, 775-831. Brill, 2011.  (ISBN 978-9-004-20696-0).
- (en) Treadgold, Warren. The Middle Byzantine Historians. Londres, Palgrave Macmillan, 2013.  (ISBN 978-1-137-28085-5).
- (en) Whittow, Mark . The Making of Byzantium (600–1025). Los Angeles, University of California Press, 1996.  (ISBN 0-520-20497-2).

### Note
1. ↑  A. Lombard dans « Constantin V, empereur des Romains » place cette bataille en 762; la plupart des autres auteurs (Zlatarski, Runciman, Ostrogorsky) la place plutôt en 763, ce qui correspond parfaitement avec les indications de Théophane (Ostrogorsky (1983), p. 198, n. 2.)